# Dicranomyia (Dicranomyia) sternolobatoides
Dicranomyia (Dicranomyia) sternolobatoides is een tweevleugelige uit de familie steltmuggen (Limoniidae). De soort komt voor in het Oriëntaals gebied.